# Monte Carlo Country Club
Monte Carlo Country Club (MCCC) – kompleks tenisowy w Roquebrune-Cap-Martin, w departamencie Alpy Nadmorskie, w regionie Prowansja-Alpy-Lazurowe Wybrzeże, we Francji.
Corocznie na obiektach rozgrywany jest turniej tenisowy Monte Carlo Masters. Są to zawody najwyższej rangi ATP Tour Masters 1000 wśród mężczyzn.

## Wyposażenie
Kompleks składa się z dwudziestu trzech kortów. Obiekt posiada dwadzieścia jeden boisk z europejską czerwoną mączką, z czego dwa są zadaszone, a dziewięć posiada sztuczne oświetlenie. Prócz tego dwa stadiony pokryte są twardą nawierzchnią Decoturf. Wszystkie korty mogą być używane przez cały rok. W kompleksie znajduje się także kort do squasha i basen.

## Zwiedzanie i inne imprezy
Monte Carlo Country Club, związany z dwoma federacjami tenisowymi (monakijską i francuską), oferuje także inne zajęcia rekreacyjne. W ofercie kompleksu znajdują się m.in. lekcje fitnessu, zajęcia na pływalni, gra w squasha i w snookera.